# يو إف سي ليلة القتال: مايا ضد لافلار
يو إف سي ليلة القتال: مايا ضد لافلار (بالإنجليزية: UFC Fight Night: Maia vs. LaFlare)‏ هو حدث لفنون القتال المختلطة نظمته يو إف سي، وأُقيم في 21 مارس 2015، على صالة ماراكانازينيو في ريو دي جانيرو، البرازيل.